# Cathys bog
Cathys bog er en alternate reality game-roman fra 2006 skrevet af Sean Stewart og Jordan Weisman. Denne interaktive bog er den første af sin slags inden for ungdomslitteraturen. Bogen er skrevet som en dagbog, hvor man følger Cathys forelskelse, i en asiatisk mand ved navn Victor.

## Handling
Cathy vågner en morgen med et stikmærke på sin ene arm. Dagen før slog hendes kæreste Victor op med hende, og Cathy er dybt ulykkelig. Cathy undrer sig over, hvor stikmærket kommer fra. Hun opsøger Victor i hans onkels store palæ, som Victor låner. Hun bryder ind i huset og finder alle hans breve og billeder, der finder hun et billede af Victor og hans eventuelle kone og barn. Bianca er pigen og Gieselle er konen, det står der bag på billedet. Hun finder også hans kalender og bladrer den igennem.
Hun ser, at han har en aftale med en der hedder Carla, og der bliver hun for alvor mistænksom, omkring hvem Victor i virkeligheden er. Men der er noget mystisk ved det, fordi hun havde læst, at Carla var død. Hun var blevet skudt i maven 2 gange. Cathy ser at Victor og Carla har haft mange aftaler lige inden hendes død, og lige pludselig stopper aftalerne. Cathy mistænker Victor for at have dræbt Carla. Hun løber ud af huset, fordi hun hører trin uden for huset. Hun tager alt det, hun kan nå at putte ned i sin taske. 
Emma hendes bedste veninde, syntes at Cathy er uansvarlig, når hun bryder ind i Victors hus, og siger, at hun skal holde sig fra ham. Cathy har besluttet sig for at finde ud af, hvad det er, Victor har gang i, og hun har ikke tænkt sig at give op. Hun bryder ind på Victors arbejdsplads Intrepid, fordi at han er forsvundet, men her er han heller ikke. Hun går tilbage til hendes bil, hvor hun bliver kidnappet.
Cathy bliver ført op til en mand ved navn Fader Lu, hvor hun bliver stillet en masse spørgsmål om Victor. Cathy bliver truet på livet af fader Lus datter Jun. Jun fortæller Cathy, at hun skal dø ligesom Carla, midt i det hele kommer Victor ind. Jun begynder at skyde på Victor, men mærkeligt nok sker der ingenting, hans skudsår bliver helet med det samme. Og fader Lu bliver nødt til at komme med en forklaring. Han forklarer, at Victor er udødelig og alle brikkerne falder på plads. Politiet bryder ind, de kunne finde Cathy via hendes mobils signal. Victor forklarer, at han gik fra hende, fordi han vidste, hun skulle dø en dag, og det vil han ikke kunne leve med. Fader Lu bliver anholdt, og Cathy kommer hjem i sikkerhed. 

## Målgruppe
Bogen er mest for piger i aldersgruppen 15-16 år. Der er mange detaljer og personer at holde styr på, så man skal give sig god tid til at læse den. Engelsk er en god ting at kunne, hvis man læser denne bog[kilde mangler].